# Grand Prix moto des États-Unis 2012
Le Grand Prix moto des États-Unis 2012 est la dixième manche du championnat du monde de vitesse moto 2012.
La compétition s'est déroulée du 27 au 29 juillet 2012 sur le Mazda Raceway Laguna Seca devant plus de 52 677 spectateurs (137 221 sur les 3 jours).
C'est la 19e édition du Grand Prix moto des États-Unis et la 16e édition comptant pour les championnats du monde.
Tout comme l'année précédente, seuls les MotoGP ont participé à cette course.

## Résultat du GP
| Pos                        | #  | Pilote           | Moto   | Tours | Temps           | Grille | Point |
| -------------------------- | -- | ---------------- | ------ | ----- | --------------- | ------ | ----- |
| 1                          | 1  | Casey Stoner     | Honda  | 32    | 43 min 45 s 961 | 2      | 25    |
| 2                          | 99 | Jorge Lorenzo    | Yamaha | 32    | + 3 s 429       | 1      | 20    |
| 3                          | 26 | Daniel Pedrosa   | Honda  | 32    | + 7 s 633       | 3      | 16    |
| 4                          | 4  | Andrea Dovizioso | Yamaha | 32    | + 18 s 602      | 6      | 13    |
| 5                          | 35 | Cal Crutchlow    | Yamaha | 32    | + 18 s 779      | 5      | 11    |
| 6                          | 69 | Nicky Hayden     | Ducati | 32    | + 26 s 902      | 8      | 10    |
| 7                          | 6  | Stefan Bradl     | Honda  | 32    | + 28 s 393      | 9      | 9     |
| 8                          | 19 | Álvaro Bautista  | Honda  | 32    | + 50 s 246      | 7      | 8     |
| 9                          | 41 | Aleix Espargaró  | ART    | 32    | +1 min 18 s 993 | 12     | 7     |
| 10                         | 17 | Karel Abraham    | Ducati | 32    | +1 min 22 s 076 | 14     | 6     |
| 11                         | 14 | Randy De Puniet  | ART    | 31    | +1 tour         | 11     | 5     |
| 12                         | 68 | Yonny Hernández  | BQR    | 31    | +1 tour         | 15     | 4     |
| 13                         | 5  | Colin Edwards    | Suter  | 31    | +1 tour         | 13     | 3     |
| 14                         | 22 | Iván Silva       | BQR    | 31    | +1 tour         | 20     | 2     |
| Abd.                       | 46 | Valentino Rossi  | Ducati | 29    | Accident        | 10     |       |
| Abd.                       | 11 | Ben Spies        | Yamaha | 21    | Accident        | 4      |       |
| Abd.                       | 77 | James Ellison    | ART    | 19    | Accident        | 21     |       |
| Abd.                       | 9  | Danilo Petrucci  | Ioda   | 18    | Retrait         | 19     |       |
| Abd.                       | 54 | Mattia Pasini    | ART    | 11    | Retrait         | 18     |       |
| Abd.                       | 24 | Toni Elías       | Ducati | 1     | Accident        | 17     |       |
| Abd.                       | 51 | Michele Pirro    | FTR    | 0     | Accident        | 16     |       |
| Nq.                        | 15 | Steve Rapp       | APR    |       | Non qualifié    |        |       |
| Résultats officiels MOTOGP |    |                  |        |       |                 |        |       |